# Parník (Česká Třebová)
Parník (německy Parnig) je část města Česká Třebová. Bývalý městys se nachází asi dva kilometry severně od historického centra České Třebové v údolí řeky Třebovky. K městu byl připojen v roce 1949. Území Parníka tvoří asi jednu pětinu z celkové plochy města. V průběhu let Parník urbanisticky srostl s Českou Třebovou na jihu a s Lhotkou na severu.

## Historie
První písemná zmínka o vesnici pochází z roku 1304.

## Školství a kultura
Na Parníku se nachází základní škola, do které chodí děti z Parníku a Lhotky. Také se zde nachází pobočka Městské knihovny Česká Třebová.

## Sport
Na území Parníku se nachází fotbalový stadion (FK Česká Třebová), sjezdovka a lanové centrum Peklák, tenisové kurty a dvě posilovny.

## Průmysl
Mezi Parníkem a Českou Třebovou byl rozsáhlý areál bývalého textilního kombinátu podniku Primona. Po roce 2000 podnik postupně zastavil výrobu, celý areál, kromě nejstaršího objektu niťárny, byl demolován a nahrazen budovami s nákupními centry. Mezi současné významné podniky na Parníku patří družstvo Orlík, vyrábějící kompresory, továrna na armatury a mosazné výkovky J. JINDRA. Provoz výrobního družstva Dřevotvar Jablonné nad Orlicí, který po několik desetiletí vyráběl špičkový nábytek pro domácí trh (původně řady Ritmo, Rimini, Montana Nova) a později hlavně pro nadnárodní společnost Ikea byl v roce 2008 zrušen a je objekt je využíván firmou Pirell s.r.o. Česká Třebová  ).

## Obchody
Parník je často místními obyvateli považován za obchodní část města. Je zde soustředěno několik obchodních řetězců (Tesco, Lidl, Kaufland) .

## Doprava
Parníkem prochází silnice I/14 i železniční trať Česká Třebová-Praha, na které je mnoho let uvažováno zřízení železniční zastávky Parník. Je dopravně obsloužen autobusy.

## Rodáci
- Berthold Schwarz, architekt